# Barbacenia longiflora
Barbacenia longiflora är en enhjärtbladig växtart som beskrevs av Carl Friedrich Philipp von Martius. Barbacenia longiflora ingår i släktet Barbacenia och familjen Velloziaceae. Inga underarter finns listade.